# Rumore (psicologia)
Il rumore in psicologia assume due diverse accezioni: rumore informativo in relazione al disturbo causato dall'eccesso di informazioni; rumore strutturale in relazione al disturbo nei processi di elaborazione dei giudizi.

## Rumore informativo
Il rumore informativo, in psicologia e semiotica, è un disturbo causato dall'eccesso di informazioni, tale che anche l'elemento potenzialmente utile non viene riconosciuto né individuato, o individuato con difficoltà.
Costituisce rumore anche l'eccessiva ripetizione di un segnale, poiché le risorse cognitive utilizzate per la sua interpretazione diminuiscono via via che tale segnale si ripresenta con cadenza ciclica, limitando il livello dell'attenzione verso di esso.
La conoscenza di questa tematica riveste particolare importanza nel settore del disegno industriale.

### Esempi di rumore informativo
Il problema del rumore si verifica nel settore dei motori di ricerca, la cui qualità è fondamentale nel reperimento dell'informazione desiderata, ed è inversamente proporzionale alla quantità di rumore prodotta.
Un esempio di rumore informativo è costituito dai banner pubblicitari all'interno dei siti internet: la loro grande diffusione sul Web, e la loro somiglianza, fa sì che l'utente non si renda conto della loro presenza o li percepisca come semplice disturbo.